# Castillo de Larochette

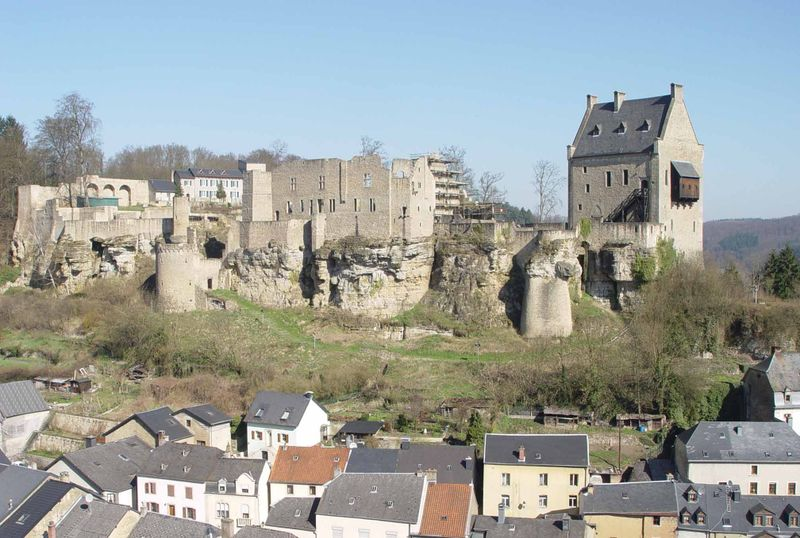
Castillo de Larochette

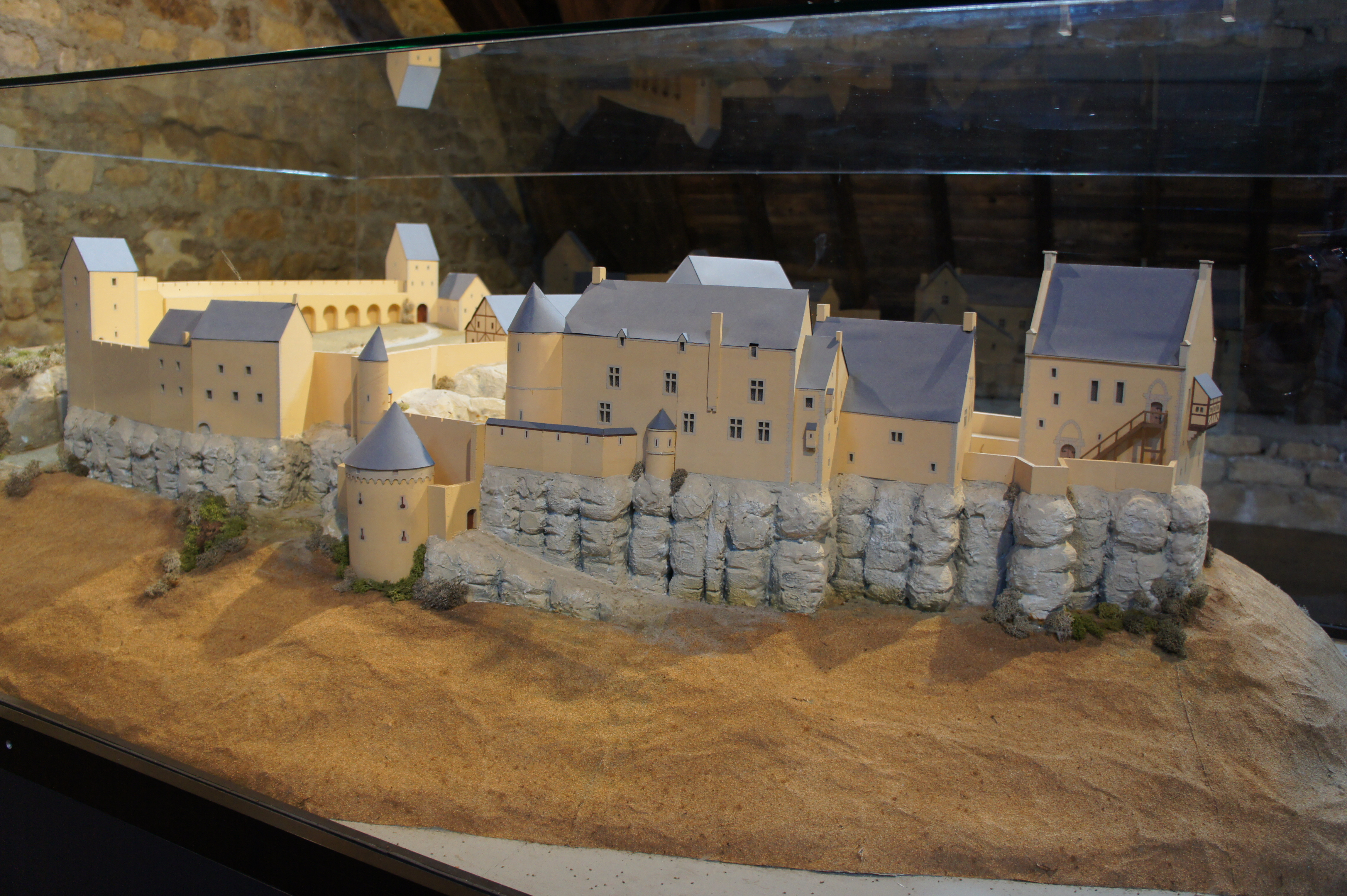
Modelo del castillo

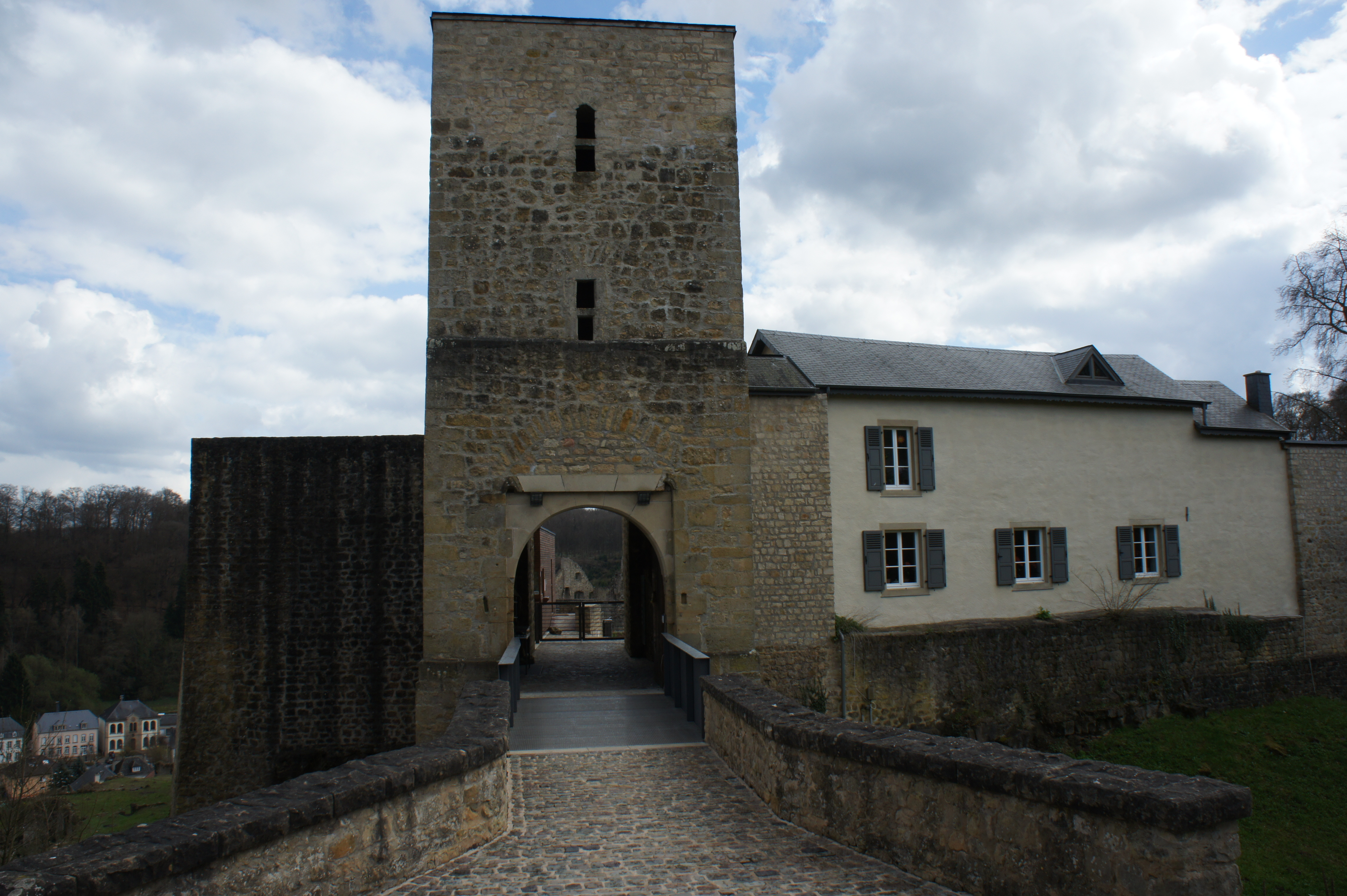
Entrada del castillo

Las ruinas del castillo de Larochette (en luxemburges, Buerg Fiels, alemán, Burg Fels, francés, Château de Larochette) se encuentran en un peñón de arenisca en la meseta de Elsebeth y dominan a 150 metros de altura el valle del Ernz Blanco, un afluente del río Sûre, que atraviesa la pequeña ciudad de Larochette en el cantón de Mersch en Luxemburgo.

## Ubicación
Los motivos principales para la elección del lugar de edificación  fueron defensivos. La finalidad defensiva de la construcción queda patente al estar está ubicada en una posición elevada asegurada por laderas escarpadas de roca inclinada. Además del aspecto defensivo, las razones económicas y territorial-políticas probablemente jugaron un papel importante en la designación del lugar de edificación. Cabe destacar que en el valle del Ernz en la temprana Edad Media existía una importante carretera ribereña regional (Luxembourg-Diekirch) y también el cruce de otra ruta local (Mersch-Echternach), así como el uso económico del pequeño río para la pesca y como impulsor motriz de la maquinaria de los molinos.

El camino de acceso cruza un gran corral con movimientos de tierra fortificados. El edificio principal, que está construido de piedra, está rodeado por un muro, ahora parcialmente destruido. Una zanja profunda de origen natural divide el castillo en dos partes. En el extremo más alejado del promontorio, los restos de varias casas señoriales atestiguan la alta calidad de la arquitectura y su estilo con un refinado gusto aristocrático.

## Historia
Las primeras referencias al castillo son de finales del siglo XI y durante el siglo XII, cuando los señores de Larochette eran abanderados de los condes de Luxemburgo. A finales del siglo XIV proliferó la familia lo que condujo a la construcción de las cinco casas señoriales que están separadas de la estructura principal. Incluyen la Mansión Homburg (1350) y la Mansión Créhange (1385), las cuales han sido restauradas.

La construcción de la mansión Homburg se terminó alrededor de 1350 como resultado de la unión de Frederic y Conrad, nobles de la dinastía Homburg, a Irmgard y Mathilde de Larochette. La mansión Créhange fue construida alrededor de 1385, a finales del siglo XIV. La mansión Créhange ahora contiene obras de arte de época y  hay un pozo en el interior que también tiene su leyenda que cuenta cómo la señora del castillo saltó al pozo con su hijo mientras el castillo estaba bajo ataque. Después de rescatar a la valiente mujer, los invasores acusaron al administrador del castillo de la traición y lo arrojaron al pozo. Se dice que reaparece cada Viernes Santo en forma de dragón.

La torre de vigilancia Verlorenkost (literalmente “comida perdida”) también se encuentra sola en el lado sur. La leyenda cuenta que la cocinera llevaba ollas llenas  cuando ella tropezó y toda la comida se echó a perder.

A finales del siglo XVI, el castillo sufrió un incendio, y desde entonces ha sido una ruina. El estado de Luxemburgo adquirió el castillo en 1979 y comenzó con las obras de renovación. La mansión Créhange, que es una obra de arte de un estándar muy alto, fue restaurada entre 1983 y 1987 y la mansión de Homburg se ha apuntalado y restaurado en 1987 y 1988. 

En el otoño de 1990, fuertes tormentas barrieron el Gran Ducado y arancaron a casi todos los árboles en la meseta de Elsebeth, en la que se encuentra el castillo y se desenterraron restos óseos cerca de la excavación de la torre del homenaje original con lo que se demostró que en ese lugar existía una fortificación celta tardía (alrededor de 5000 aC). Después de llevar a cabo estos trabajos de exploración, se realizaron labores de excavación en toda la zona del castillo. Los resultados de esta investigación arqueológica nos permitirán completar nuestro conocimiento sobre la historia del castillo. En realidad, la excavación de los sótanos bajo la mansión de Homburg, al igual que los del resto de la quinta mansión junto al edificio de Créhange y la torre en la entrada del castillo siguen pendientes de llevarse a cabo.  

Hoy en día, el complejo restaurado es visitado por unos 25.000 visitantes al año y se realizan exposiciones en las amplías habitaciones de la casa Chriechinger, que es la única que actualmente está completamente restaurada. El Castillo de Larochette fue y sigue siendo el símbolo de la comuna de Larochette de Luxemburgo.

## Horario de visita
El castillo está abierto al público desde Semana Santa hasta finales de octubre, todos los días de 10 a 18 horas.

## Dinastías vinculados con el castillo
Tres familias han dado forma a la vida del castillo de Larochette y a su medio ambiente convirtiéndolo en un centro administrativo desde donde se gestionaban las tierras.

### Los Felser
Aún a día de hoy, ninguna fuente ha proporcionado información precisa sobre el origen de la noble familia de los Felser, además, las razones para el asentamiento de esta noble familia en esta área son desconocidas. Algunos historiadores consideran la posibilidad de que se debiera a una relación con la familia de Ouren, al sur de St.Vith.

Bajo Johann II de Fels, el hijo menor de Arnold IV de Fels, el poder de la dinastía de los Felser alcanzó su punto máximo. Como un vasallo leal de la Casa de Luxemburgo, así como sus antepasados antes que él, Johann logró tomar posesión de varios cargos de la corte medieval en su persona [8], sin embargo, Johann II no fue el único señor del castillo de Larochette. Su tía Jeannette y su esposo, el señor y el conde Johann von Homburg, recibieron después de la muerte de John I, hermano de Jeannette y el tío John II, una parte del castillo. También recibieron  una parte del castillo entre 1338 y 1345 las hermanas Juan II, Irmgard y Mathilde, que se habían casado con los hermanos Friedrich y Conrad von Homburg. Así, la casa de Fels y la casa Homburg fueron los dueños del castillo. Bajo Johann II, el pueblo de Larochette alcanzó un gran auge económico. El 25 de marzo de 1343, Larochette recibió el permiso de Juan I de Bohemia, Rey de Bohemia y Conde de Luxemburgo, para colocar cuatro telares en Larochette. Este acto resultó importante en ese momento, ya que los habitantes de otras ciudades se vieron obligados a compartir un solo telar. 

Johann II murió en 1359 sin descendientes y así se extinguió con él la primera línea de la dinastía de los Felser. Su muerte llevó a una disputa de sucesión entre sus herederos, Friedrich y Conrad von Homburg que exigían una gran parte de la propiedad. Juan II fue sucedido por su primo Johann III, el último descendiente del linaje más antiguo de la dinastía de los Felser e hijo de Juan I y Jutta de Reuland. Johann III  aseguro así la continuidad de esta línea. 
Juan IV también llamado  Juan el Joven, hijo de Johann III y Lucien de Walram fue nombrado después de la muerte de Juan III nuevo señor del castillo. Juan el Joven luchó al lado de Wenceslao I, duque de Luxemburgo. El rey Wenceslao II, hubo de mediar más tarde en una disputa que surgió entre los hermanos Juan el Joven y Federico Fels y el Conde Arnold de Homburg, sobre sus propiedades dentro del castillo de Larochette. 

Como resultado de las transacciones financieras entre Juan el Joven y Arnold von Pittingen, este último se convirtió en el principal propietario de un nuevo palacio dentro del castillo. Arnold construyó una capilla, que fue consagrada el 13 de julio de 1386 a San Pedro de Milán. Este palacio llegó a ser posesión de los Señores de Chriechingen por el matrimonio de su hija Irmgards de Pittingen con Juan de Criechingen (Créhange). Un pacto familiar entre la casa de los Fels, de los Homburg y de los  Manderscheid provocó numerosas sucesiones y divisiones entre las familias de los Fels, Homburg, Pittingen, Criechingen, etc. A través de estas divisiones, la grandeza del castillo fue decayendo cada vez más. 

En 1399, bajo el reinado de Juan V, se firmó un segundo pacto familiar, el llamado "La paz del castillo” que se consumó en 1415. Johann V. se casó con Elsa von Heffingen y su hijo mayor George I. llevaba el nombre de Señor de Fels-Heffingen. Sin embargo, George I después de las numerosas divisiones de la propiedad solo llegaría a poseer un octavo del castillo de Larochete. 

Jorge II de Fels-Heffingen y Contern, nieto de Jorge I e hijo de Arnold VI, intentó en vano en 1534 restaurar el honor y el poder de los antiguos señores feudales de Larochette pero solo unos años después de su muerte, en 1565 el castillo se destruyó por completo debido a un incendio. 
Oswaldo de Fels-Heffingen, el hijo de Jorge II, que poseía solo unas pocas partes del castillo, intentó comprar las ruinas del castillo, que había sido destruida por el fuego. Su rápida muerte frustró este plan pero su hermano Paul von Fels-Heffingen y Mersch continuó el trabajo de Oswaldo. Su proyecto fue frustrado por la gran cantidad de copropietarios y el castillo de Larochette siguió siendo una ruina. A pesar de todos los esfuerzos de los otros herederos de Fels, ninguno logró reconstruirlo y el castillo de Larochette cayó víctima de los ladrones de piedras.

### Los Homburger
La parte más antigua del núcleo del castillo es la Casa Homburg, construida alrededor de 1350. Esta información se puede extraer de los documentos que demuestran que las dos hermanas de Johann II, Irmgard y Mathilde y los hermanos Friederich y Conrad de Homburg se casaron entre 1338 y 1345 y se convirtieron en los señores de la mansión a través de este matrimonio. Según los descubrimientos realizados, la casa en sí probablemente constaba de dos partes, una para cada una de las parejas. La casa Homburger fue víctima de un gran incendio en 1565 y aún no se ha reconstruido.

### Los Chriechinger
La Casa Chriechinger es la única casa completamente restaurada. Fue construido alrededor de 1385. Consta de tres plantas y una bodega. La escalera cuenta con cinco pisos que unen pequeñas salas y despensas. En el lado este hay una extensión de la habitación hecha de madera al nivel del primer piso.
En la planta baja están la panadería y la cocina.  Lo más interesante del horno es que el vapor no desaparece directamente a través de la chimenea vertical: la chimenea se dobla hasta la mitad y luego corre horizontalmente hacia afuera. Justo encima de esta parte horizontal de la chimenea estaba el rincón donde dormía el dueño de la casa.

En la cocina hay también un pozo de dos metros de diámetro que da acceso a un manantial de agua y sobre el pozo existe la llamada “leyenda Chriechinger” que cuenta que la señora del castillo saltó al pozo con su hijo mientras el castillo estaba bajo ataque. Después de rescatar a la valiente mujer, los invasores acusaron al administrador del castillo de la traición y lo arrojaron al pozo. Se dice que reaparece cada Viernes Santo en forma de dragón.